# Hellyethira imparalobata
Hellyethira imparalobata is een schietmot uit de familie Hydroptilidae. De soort komt voor in het Australaziatisch gebied.